# جان بارومن
جان اسکات بارومن (به انگلیسی: John Scot Barrowman) (زادهٔ ۱۱ مارس ۱۹۶۷) بازیگر، خواننده، رقاص، بازیگر، نویسنده و شخصیت تلویزیونی اهل اسکاتلند است. از نقش‌های معروف او می‌توان به کاپیتان جک هارکنس در دکتر هو و تورچ وود اشاره کرد.

## زندگی شخصی
وی همجنس‌گراست و از سال ۱۹۹۳ با اسکات گیل رابطه دارد. آن‌ها در سال ۲۰۰۶ با یکدیگر اتحاد مدنی دارند. اگرچه بارومن مخالف ازدواج بود و بیان کرده بود: «چرا باید در سیستم اعتقادی ازدواج کنم که از من متنفر است؟» اما پس از رأی دیوان عالی آمریکا مبنی بر بطلان پیشنهادی کالیفرنیا ۸ و به رسمیت شناختن ازدواج همجنس‌گرایان در این ایالت، بارومن و گیل نیز در ۲ ژوئیه ۲۰۱۳ در کالیفرنیا ازدواج کردند.